# آرتور هویت
آرتور هویت (انگلیسی: Arthur Hoyt؛ ‏ ۱۹ مارس ۱۸۷۴ – ۴ ژانویهٔ ۱۹۵۳) بازیگر اهل ایالات متحده آمریکا بود.
از فیلم‌های وی می‌توان به فریادی در شب، بگیر و تکانشان بده، مرا ستاره کن، تو و من، دخترک رام‌نشده و گناه هارولد دیدلباک اشاره نمود.